# Ligne Rinkai
La ligne Rinkai (りんかい線, Rinkai-sen) est une ligne ferroviaire de la compagnie privée Tokyo Waterfront Area Rapid Transit (TWR) à Tokyo au Japon. Elle relie la gare de Shin-Kiba à celle d'Ōsaki. C'est une ligne avec un fort trafic de trains de banlieue.
Sur les cartes, la ligne Rinkai est de couleur bleu foncé et les gares sont identifiées par les lettres R suivies d'un numéro.

## Histoire
La construction de la ligne a débuté en 1992. Le premier tronçon entre Shin-Kiba et Tokyo Teleport ouvre le 30 mars 1996 sous le nom de ligne Rinkai Fukutoshin. En 2000, la ligne prend son nom actuel. La ligne est ensuite prolongée à Tennōzu Isle 31 mars 2001 et à Ōsaki le 1er décembre 2002.

## Caractéristiques

### Ligne
- Longueur : 12,2 km
- Ecartement : 1 067 mm
- Electrification : 1 500 VCC

La ligne est souterraine entre Ōsaki et Shinonome.

### Services et interconnexion
Les trains s’arrêtent à toutes les gares de la ligne. A Ōsaki, la plupart des trains continuent la ligne Saikyō de la JR East.

### Liste des gares

Plan de la ligne Rinkai.

La ligne comporte 8 gares, identifiées de R01 à R08.
| Numéro | Gare              | Nom japonais   | Distance depuis Ōmiya (km) | Correspondances                                              | Arrondissement | Ville |
| ------ | ----------------- | -------------- | -------------------------- | ------------------------------------------------------------ | -------------- | ----- |
| R01    | Shin-Kiba         | 新木場         | 0                          | JR East : Keiyō Tokyo Metro : Yūrakuchō                      | Kōtō           | Tokyo |
| R02    | Shinonome         | 東雲           | 2,2                        |                                                              | Kōtō           | Tokyo |
| R03    | Kokusai-Tenjijō   | 国際展示場     | 3,5                        | Yurikamome (à Ariake)                                        | Kōtō           | Tokyo |
| R04    | Tokyo Teleport    | 東京テレポート | 4,9                        | Yurikamome (à Odaiba-Kaihinkōen et Aomi)                     | Kōtō           | Tokyo |
| R05    | Tennōzu Isle      | 天王洲アイル   | 7,8                        | Monorail de Tokyo                                            | Shinagawa      | Tokyo |
| R06    | Shinagawa Seaside | 品川シーサイド | 8,9                        |                                                              | Shinagawa      | Tokyo |
| R07    | Ōimachi           | 大井町         | 10,5                       | JR East : Keihin-Tōhoku Tōkyū : Ōimachi                      | Shinagawa      | Tokyo |
| R08    | Ōsaki             | 大崎           | 12,2                       | JR East : Saikyō (interconnexion), Shōnan-Shinjuku, Yamanote | Shinagawa      | Tokyo |

La ligne possède un dépôt depuis l'ouverture en 2001 du second tronçon entre la Tokyo Teleport et Tennōzu Isle. Il s'agit du dépôt de Yashio ou dépôt de Torin. Auparavant les rames étaient stockées la nuit dans et autour de la gare de Tokyo Téléport et la maintenance était faite par la JR East au dépôt de Makuhari sur la ligne Keiyō (d'où l'existence de deux voies de raccordement entre les deux lignes à Shin Kiba).

## Matériel roulant
La ligne Rinkai est parcourue par les trains suivant :

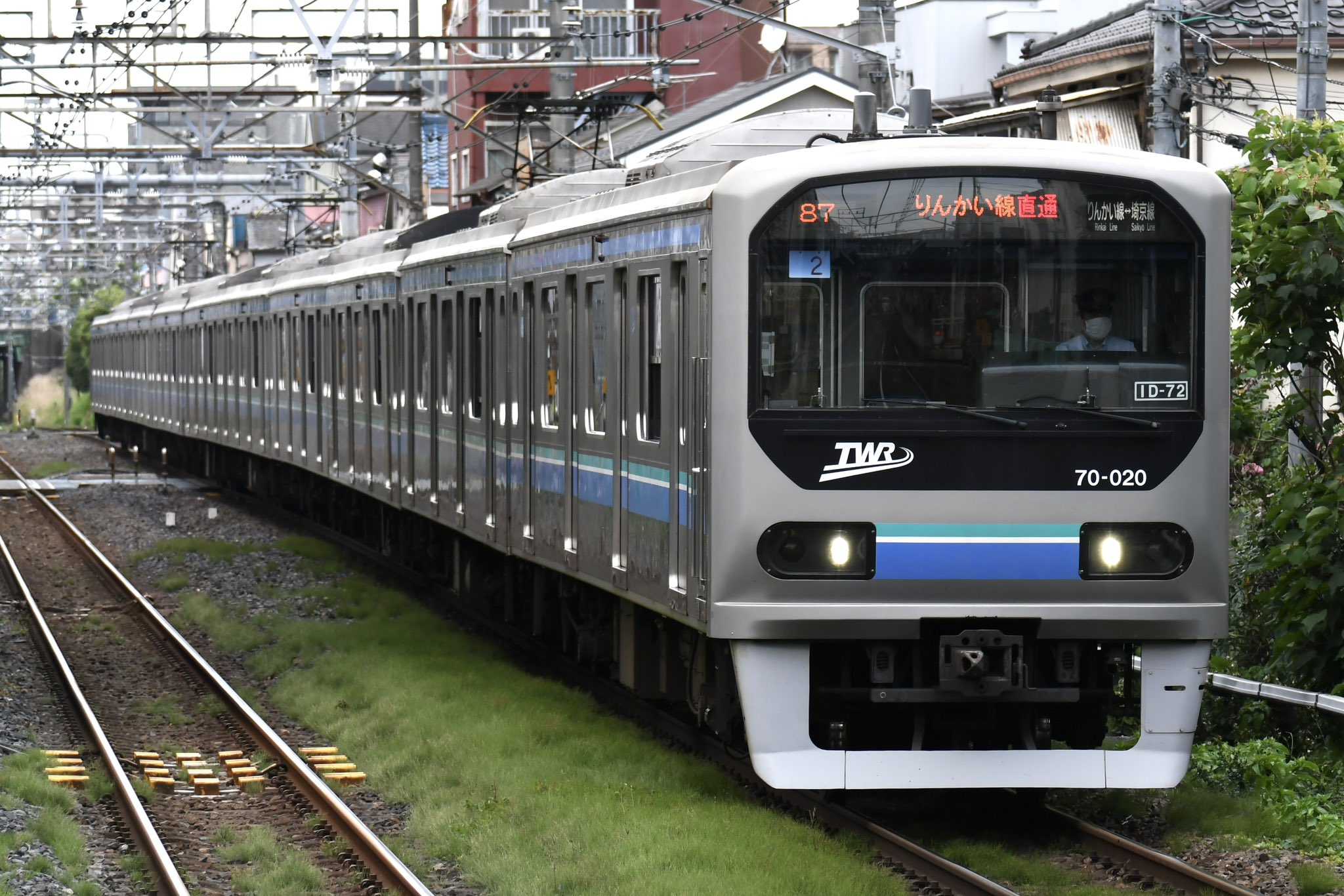
TWR série 70-000
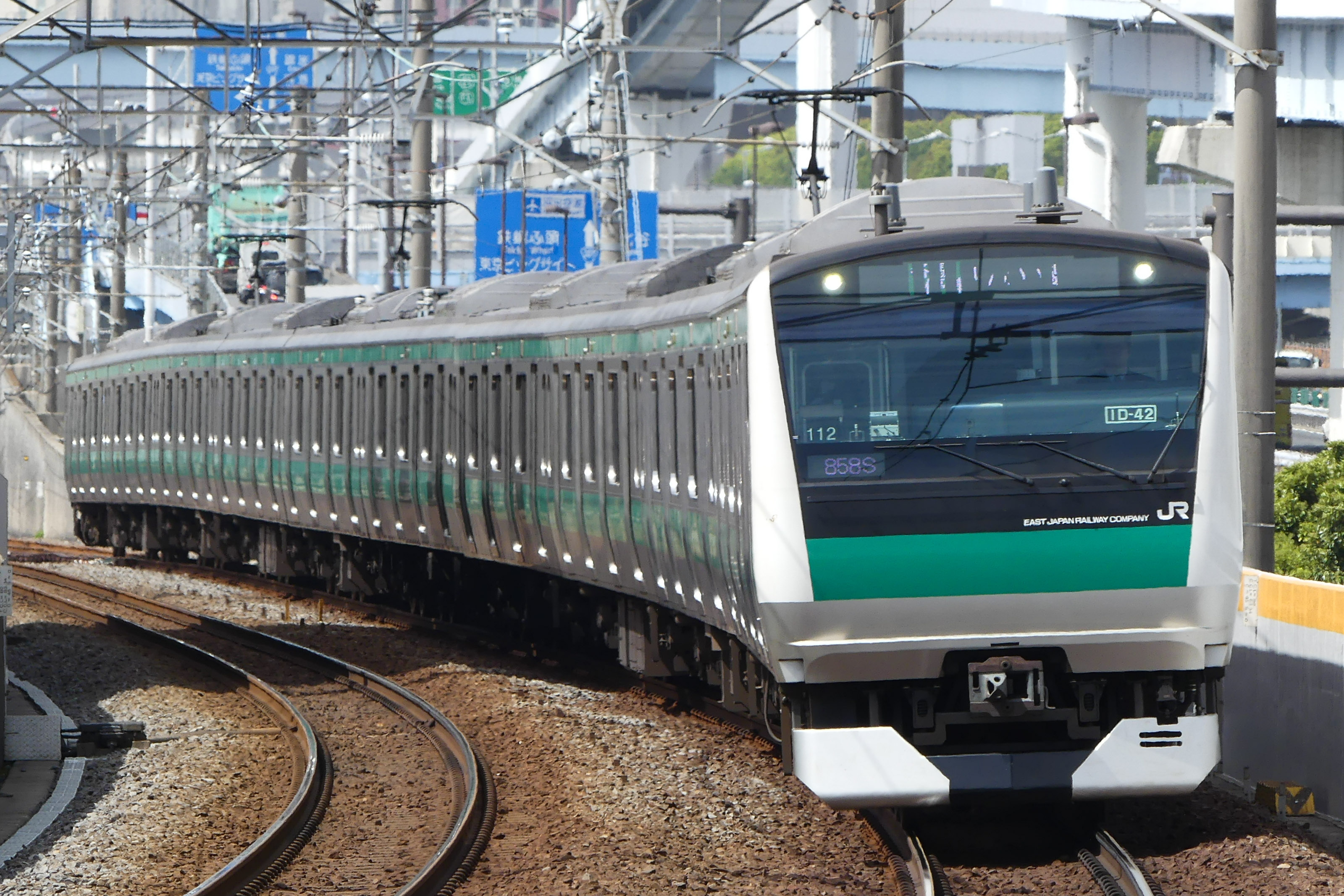
JR East série E233-7000

La nouvelle série 71-000 est prévue pour le second trimestre 2025